# Placebo (album)
Placebo je eponymní debutové studiové album hudební skupiny Placebo, vydané v létě roku 1996.
Album bylo nahráno v Dublinu během jara 1996. Deset písniček bylo převážně o sexu, zároveň se zde objevila i nová verze Bruise Pristine a Come home společně s Hang to your IQ. Koncem 90. let se již soubor etabloval na světové rockové scéně jako zvukově originální kapela, jíž dominuje bisexuální image frontmana Briana Molka. U příležitosti desátého výročí vydání bylo album remasterováno a znovu vydáno 18. září 2006.

## Seznam skladeb
| Pořadí         | Název                                                            | Délka |
| -------------- | ---------------------------------------------------------------- | ----- |
| 1.             | Come Home                                                        | 5:09  |
| 2.             | Teenage Angst                                                    | 2:42  |
| 3.             | Bionic                                                           | 5:00  |
| 4.             | 36 Degrees                                                       | 3:05  |
| 5.             | Hang On to Your IQ                                               | 5:13  |
| 6.             | Nancy Boy                                                        | 3:48  |
| 7.             | I Know                                                           | 4:44  |
| 8.             | Bruise Pristine                                                  | 3:35  |
| 9.             | Lady of the Flowers                                              | 4:47  |
| 10.            | Swallow (obsahuje skrytou skladbu Hong Kong Farewell (od 14:52)) | 22:24 |
| Celková délka: | Celková délka:                                                   | 60:27 |

| bonusové skladby na vydání z roku 2006 | bonusové skladby na vydání z roku 2006 | bonusové skladby na vydání z roku 2006 |
| Pořadí                                 | Název                                  | Délka                                  |
| -------------------------------------- | -------------------------------------- | -------------------------------------- |
| 11.                                    | Paycheck                               | 2:59                                   |
| 12.                                    | Flesh Mechanic                         | 4:28                                   |
| 13.                                    | Drowning By Numbers                    | 2:57                                   |
| 14.                                    | Slackerbitch                           | 3:23                                   |
| 15.                                    | H.K. Farewell                          | 7:30                                   |

U některých verzí alba je skladba Nancy Boy nahrazena poněkud odlišnou verzí Nancy Boy (Sex Mix).